# 深井町
深井町（ふかいちょう）は、愛知県名古屋市西区の地名。「ふけいちょう」とも読む。

## 歴史

### 町名の由来
元来は「泓」の一字で「ふかい」と読み、水の深い沼地を示す字があり、この訓を二字で表記したものという。当地には初代尾張藩主徳川義直による「御深井御庭」が所在した。

### 沿革
- 明治初年 - 愛知郡深井弓町・深井東之町・深井西之町・深井中道がそれぞれ、同郡名古屋村の一部により成立[2]。
- 1878年（明治11年）12月28日 - 愛知郡深井弓町・深井東之町・深井西之町・深井裏ノ町・深井中道により、名古屋区深井町として成立[3]。
- 1889年（明治22年）10月1日 - 名古屋市成立に伴い、同市深井町となる[3]。
- 1908年（明治41年）4月1日 - 西区成立に伴い、同区深井町となる[3]。
- 1980年（昭和55年）10月12日 - 堀川部分を残し、大部分が城西五丁目・上名古屋一丁目に編入される[3]。